# Eudulophasia sanguinea
Eudulophasia sanguinea är en fjärilsart som beskrevs av Butler 1877. Eudulophasia sanguinea ingår i släktet Eudulophasia och familjen mätare. Inga underarter finns listade i Catalogue of Life.